# 沃尔特·休斯顿
沃尔特·托马斯·休斯顿（英語：Walter Thomas Huston，1883年4月6日—1950年4月7日），是一位加拿大演员和歌手。他在他儿子約翰·休斯頓执导的电影《碧血金沙》中的角色而获得奥斯卡最佳男配角奖。这个家族产生了三代奥斯卡奖得主。沃尔特、他的儿子约翰和孙女安杰丽卡。